# Brouchaud
Brouchaud (trong tiếng Occitan Brochau) là một xã của Pháp, nằm ở tỉnh Dordogne trong vùng Aquitaine của Pháp. Xã này có diện tích 11,94 km2, dân số năm 1999 là 178 người. Xã nằm ở khu vực có độ cao trung bình 75m trên mực nước biển.

## Hành chính
| Danh sách các xã trưởng                |             |              |                  |         |
| Giai đoạn                              | Giai đoạn   | Tên          | Đảng             | Tư cách |
| 1989                                   | đương nhiệm | Robert Aquin | không chính thức | hưu trí |
| Tất cả các dữ liệu trước đây không rõ. |             |              |                  |         |

## Thông tin nhân khẩu
| Năm | 1962 | 1968 | 1975 | 1982 | 1990 | 1999 |
| --- | ---- | ---- | ---- | ---- | ---- | ---- |
| Dân số | 232  | 200  | 194  | 161  | 212  | 178  |
| From the year 1962 on: No double counting—residents of multiple communes (e.g. students and military personnel) are counted only once. |      |      |      |      |      |      |